# 木造3階建て

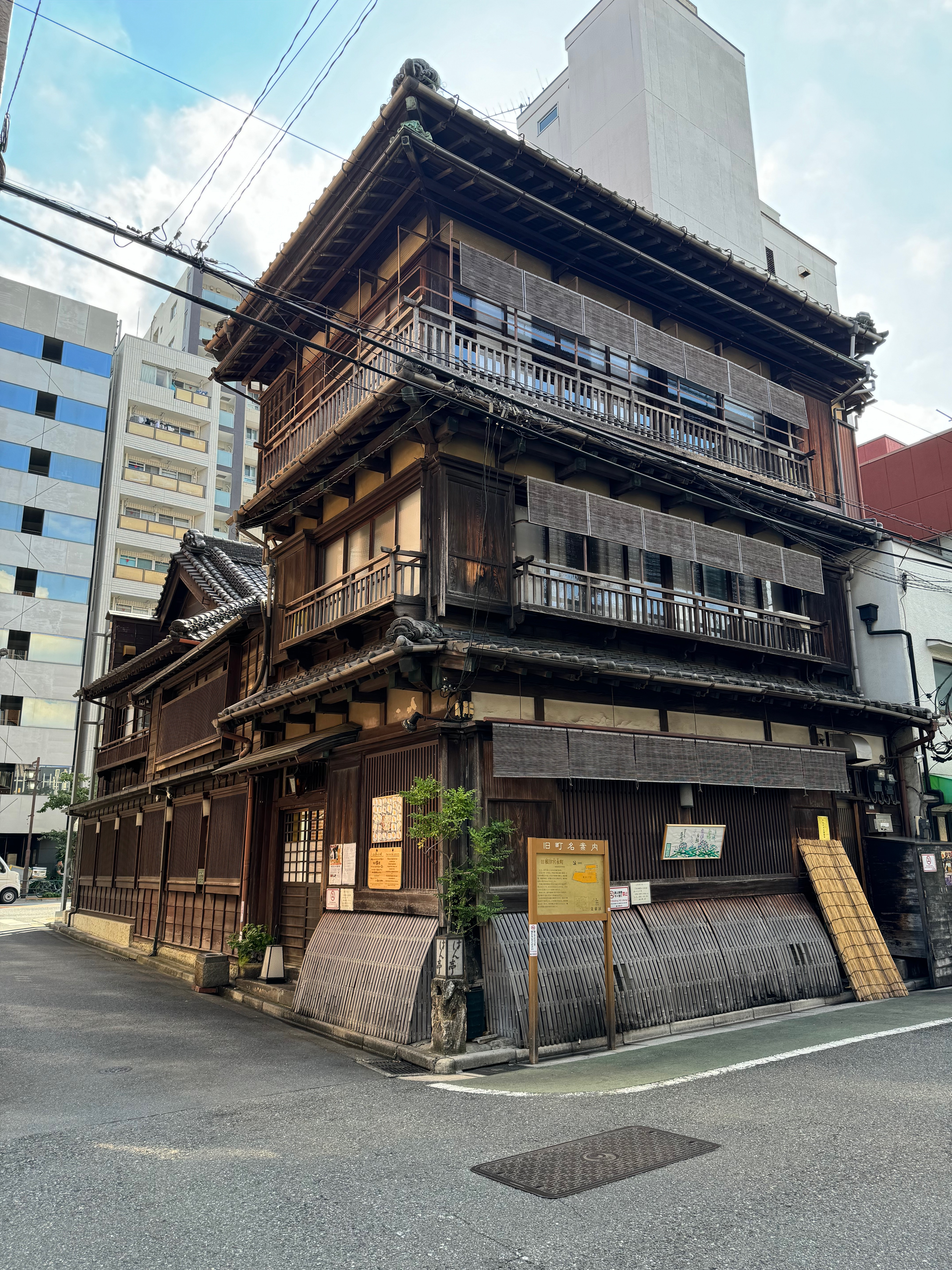
はん亭（大正時代初期、登録有形文化財）

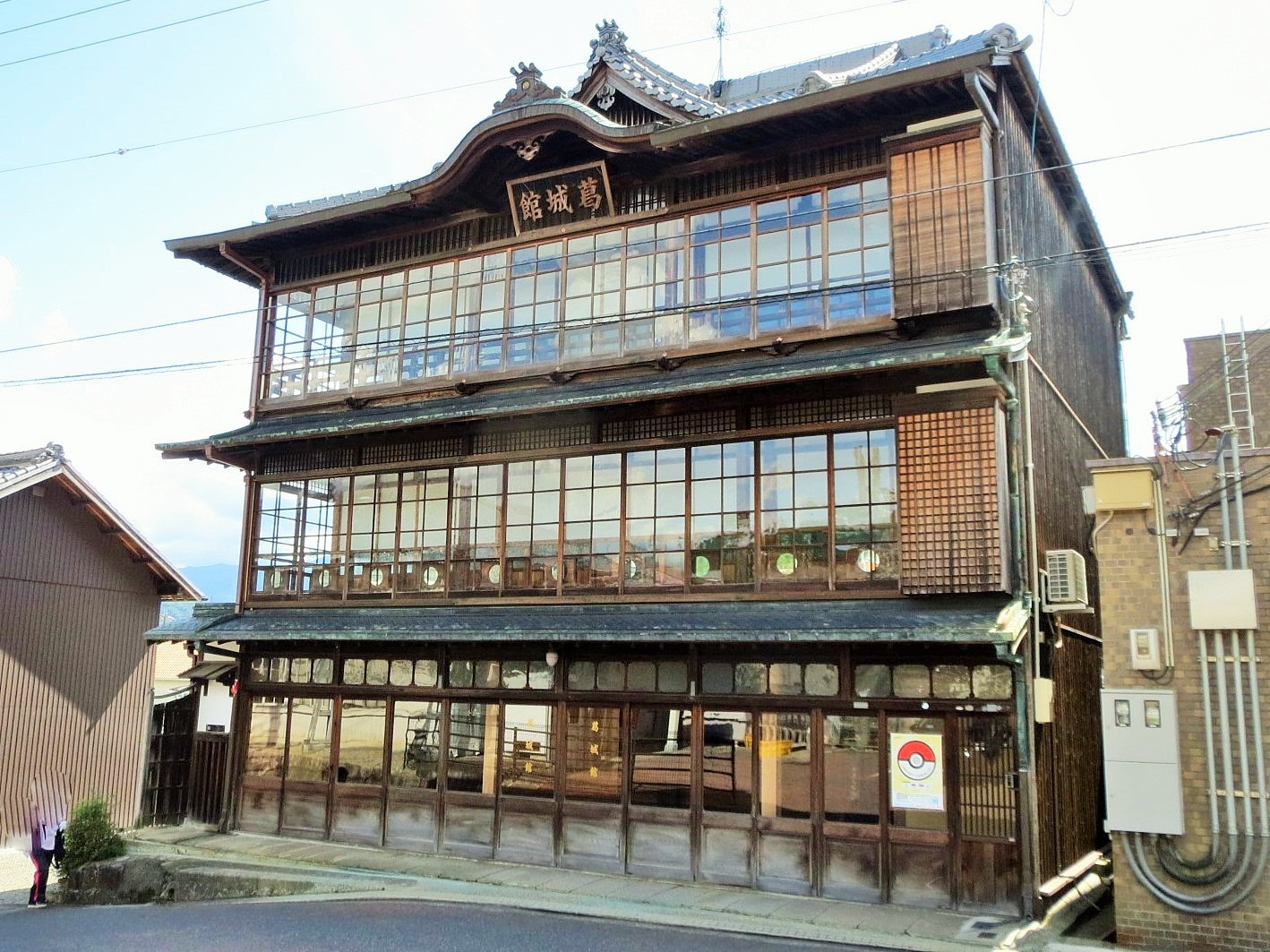
旧葛城館（明治時代後期、登録有形文化財）

木造3階建て（もくぞう3がいだて）とは、階数が3ある木造建築のことをいう。3階建ては同じ広さの用地でも、2階建てより広い床面積の家が建てられる。日当たりが良い、眺望もあるなど多くの利点も兼ね備えている。明治時代から木造3階建て以上の建物は決して珍しいものではないが、現在の日本の都市部（準防火地域）における木造3階建ての住宅は、法規上木造2階建てとは異なる特別の扱いを受けており、設計や建築工事に高い専門技術が必要とされる。なお、2007年（平成19年）の木造3階建て住宅の着工数は28,465戸であり、新設住宅着工数の1,036,000戸に占める比率は2.7%に過ぎないにも拘らず、木造3階建てについては木構造上の最も高度な基準が盛り込まれている。

## 木造3階建て住宅の特殊性

### 建築基準法上の特殊性
木造3階建て住宅の確認申請書には構造計算書を添付しなければならない。これに対して、木造2階建て以下の住宅については構造計算書の添付が免除されている。ここで言う構造計算書とは、許容応力度計算または限界耐力計算に基づく構造安全性の計算を記載した書類のことで、柱および梁の1本ごとの計算から、耐力壁の耐震・耐風強度、床剛性、偏心、基礎などの計算を行い、計算書はA4用紙に印刷して200頁を超える膨大なものである。計算書作成の費用もかかる。2階建て以下の木造住宅については構造計算書の提出が免除されているが（四号特例）、近い将来にこの特例は撤廃されることになっている。

### 耐震設計上の特殊性
四号特例により、2階建ての木造住宅は構造計算を行なわない。施行令46条に建物の大きさに応じて必要耐力壁量を算出する規定があり、そのバランスの良い配置をチェックする四分割法があり（建築基準法告示1352）、また引き抜き金物の種類を決める為にN値法（同告示1460）が存在し、品確法に基づく性能評価の基準となっている。これらは仕様基準にたいする合否をおおまかに判定するものであり、量的な安全性評価とはならない。

### 工事の特殊性
法第7条の3に基づき、特定行政庁は特定の工事について中間検査の実施を義務付けることが出来る。現在、木造3階建て住宅については殆どの地域で中間検査が義務付けられている。2007年6月の法改正以降はいっそう厳しくなり、使用する金物に至るまでチェックされ、確認申請書や構造計算書と現場と違いがあれば是正工事が求められる。書類と現場工事の厳密な整合性が求められるので、高度な専門知識と技術が必要になる。

### 地域性からみた特殊性
木造3階建てのメリットは、用地価格の高い都市部において活かされる。下記の2008年の都道府県別の着工数統計から、木造3階建ての地域による特性が示されている。
| 都道府県         | 木造住宅着工数 | 木造3階建て以上着工数 | 比率 |
| ---------------- | -------------- | --------------------- | ---- |
| 東京都           | 41,478戸       | 8,392戸               | 20%  |
| 埼玉県           | 36,352戸       | 2,592戸               | 7%   |
| 神奈川県         | 37,526戸       | 3,653戸               | 10%  |
| 京都府           | 9,243戸        | 1,127戸               | 12%  |
| 大阪府           | 24,153戸       | 6,230戸               | 26%  |
| 兵庫県           | 19,614戸       | 1,553戸               | 8%   |
| （小計）         | 168,366戸      | 21,993戸              | 13%  |
| 他の都道府県合計 | 348,502戸      | 5,423戸               | 1.5% |
| 総合計           | 516,868戸      | 27,416戸              | 5.3% |

## 普及の経緯
日本の3階建て住宅は都市部の人口増加による用地逼迫からの需要と、居住密度を抑制し都市が大火や震災に見舞われた際の被害規模を縮減しようとする規制のはざまで興廃を繰り返してきた。近世以後、江戸や大阪などをはじめ都市人口が増加すると2階建以上ときに3階建の住居や商家が建てられるようになっていったが、江戸幕府や諸藩は町家の建物に2階建以下の高度制限を課した。明治以後は総人口増加と工業化によって都市人口はさらに急伸し政府は3階建以上の住宅規制を緩和したが、それにより関東大震災や太平洋戦争中の空襲での被災規模が拡大することにもなり、戦後は1987年に建築基準法が改正・施行されるまで、準防火地域において木造3階建ての建築は禁止されていた。主要都市の市街地は殆どが準防火または防火地域のため、木造3階建ては郊外の防火無指定地域においてのみ僅かな棟数が建てられていた。1987年の解禁により、都市部でブームが起こり、それまで数千棟程度にとどまっていたものが、数年で年間3万戸を突破し、そのままの水準が定着した。
マンションの構造計算書偽造事件をうけて2007年6月に建築基準法の改正が行なわれ、確認申請手続きが厳格化した。構造計算を伴う木造3階建も影響を受け、2008年の実績は27,416戸にとどまった。
木造3階建ての解禁にともない、「3階建て木造住宅の構造設計と防火設計の手引き」が1988年に国交省監修の許に、日本住宅木材技術センターから刊行され、木造軸組み工法住宅についての全面的な構造計算方法のスタンダードとなった。その後、2001年に「許容応力度構造計算」とタイトルが変わり内容も改訂された。主な改正内容は、床の水平剛性の規定が厳格化された点である。その後、2008年に再び改訂版が出され、床梁仕口部分の断面欠損に対する強度低減率が従来の数値(20%)から50%近くになり、大幅に基準が強化された。